# Александр (сын Деметрия Полиоркета)
Александр (др.-греч. Ἀλέξανδρος ; в промежутке 303—298 годов до н. э. — III век до н. е.) — сын диадоха Деметрия Полиоркета и его супруги Деидамии Эпирской. Жил и умер в Египте, предполагается, что он находился там как заложник. Возможно, упоминается в одном папирусе из Архива Зенона.

## Биография

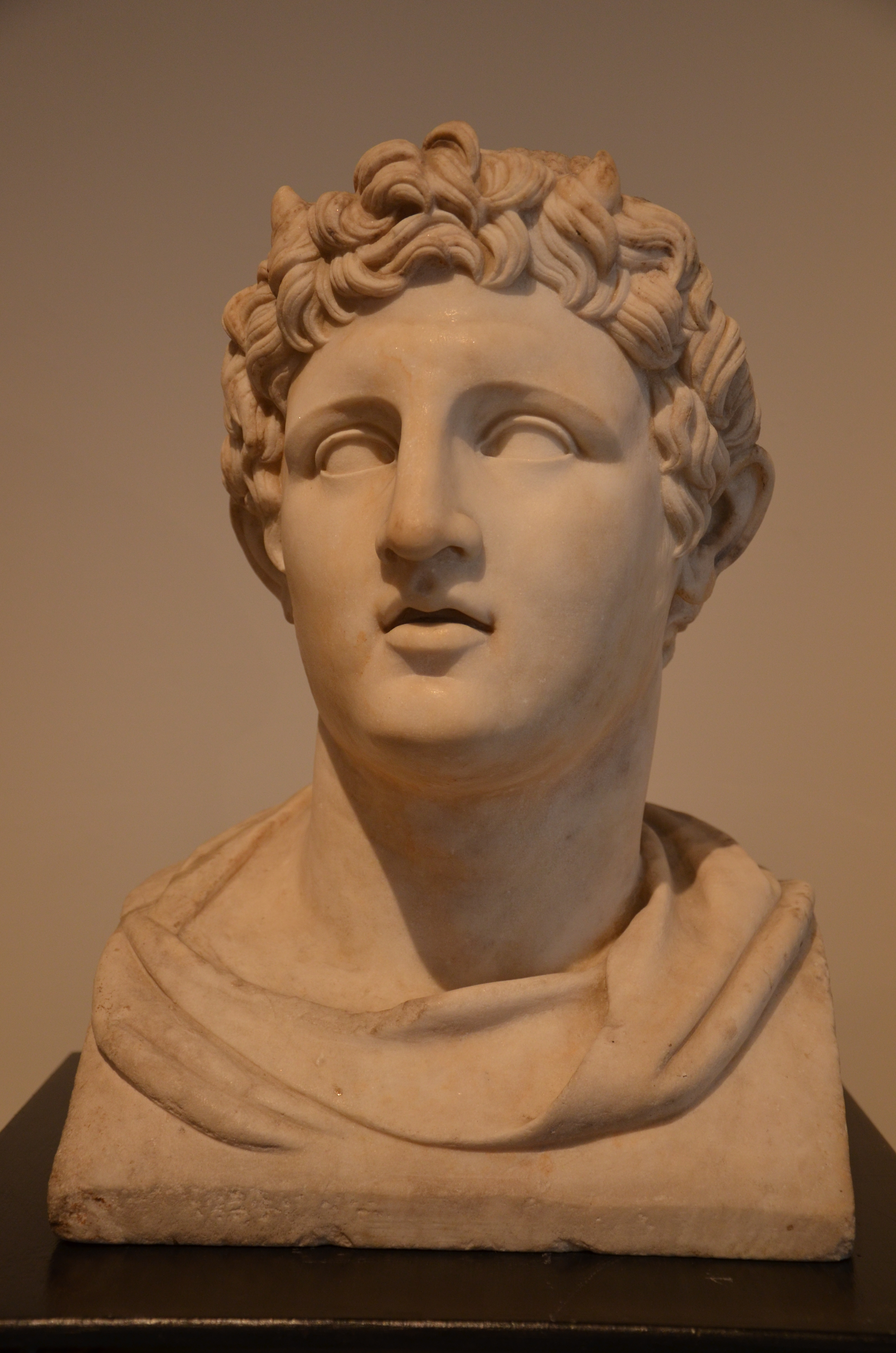
Бюст Деметрия Полиоркета

Александр был сыном диадоха Деметрия Полиоркета и Деидамии, дочери эпирского царя Эакида. Поскольку его родители заключили брак в 303 году до н. е., а мать умерла в промежутке от 300 до 298 годов до н. э., выходит, что Александр родился в промежутке 303—298 годов до н. э. У Александра было много сестёр и братьев от связей отца с другими женщинами. По одной из версий, он имел полнородную сестру Стратонику.
Согласно Плутарху, Александр жил и умер в Египте. По мнению немецкого историка Карла Юлиуса Белоха, Александр попал в Египет после того, как диадох Птолемей Лагид захватил город Саламин на Кипре и взял в плен мать и детей Деметрия Полиоркета. Исследователь Эдвин Вебстер указывал на ошибочность этого утверждения, поскольку, согласно Птутарху, Птолемей вскоре отпустил пленников, осыпав их дарами и почестями.
Вебстер предположил, что когда заложник Птолемея, эпирский царевич Пирр, был отпущен на свободу, он оставил вместо себя своего племянника Александра. По другой версии, Деметрий Полиоркет отдал своего сына в заложники вместе с Пирром во время заключения мирного договора с Птолемеем в 297 до н. э. Учёный Роджер Багналл предположил, что другой заложницей была Стратоника, дочь Деметрия и Деидамии.
Другим предположением Вебстера было отождествление сына Деметрия с одноимённой персоной, упомянутой в папирусе P. Lond. Inv. 7.2052, который входит в Архив Зенона. Тем самым Вебстер полемизировал с версией, выдвинутой ранее российским историком Михаилом Ростовцевым, который отождествлял Александра из папируса с одноименным сыном диадоха Лисимаха и его одрисской жены. Как отметил Вебстер, после смерти Птолемея I его преемник Птолемей II Филадельф оставил Александра заложником, поскольку он был единокровным братом македонского царя Антигона II Гоната.
Указанный в папирусе Александр жил в Александрии и был человеком высокого статуса, поскольку будучи заложником, имел минимум двух рабов. Папирус датирован первыми годами правления царя Птолемея III Эвергета и к моменту его создания Александру должно было быть 50-60 лет, если он оставался в живых. Из папируса известно, что двое его рабов, вавилонский банщик Филлин и мидийский конюх Аминта, отошли в собственность к диойкету Аполлонию, однако сбежали от него.
Французский историк Пьер Левек назвал гипотезу Вебстера «соблазнительной», но бездоказательной.